# Olena Teliha
Olena Teliha (ukrajinsky Олена Теліга, rozená Šovhenová (21. července 1906 Iljinskoje – 21. února 1942 Kyjev) byla ukrajinská básnířka, literární kritička, organizátorka ukrajinského kulturního života, průkopnice ukrajinského feminizmu; příslušnice tzv. Pražské básnické školy.

## Životopis
Olena Teliha se narodila ve vesnici Iljinskoje nedaleko Moskvy v Rusku, kde její rodiče trávili letní prázdniny. Vesnic tohoto jména je v této oblasti několik a není přesně známo, která z nich je jejím rodištěm. Její otec byl stavební inženýr, zatímco matka pocházela z rodiny ruského pravoslavného kněze. V roce 1918 se s rodinou přestěhovala do Kyjeva, když se její otec stal ministrem v nové vládě Ukrajinské lidové republiky. Po dobytí Kyjeva sovětskými vojsky byl však její otec nucen emigrovat do Československa. Rodina jej následovala v roce 1925. Rodina Šovhenů se usídlila v Poděbradech.
Olena, studentka kyjevského dívčího gymnázia, odmaturovala na Ukrajinském gymnáziu v Řevnicích a v tomtéž roce (1925) se přihlásila na Ukrajinský pedagogický institut. V roce 1929 se Olena Teliha se svým manželem Mykolou Telihou přestěhovala do Varšavy, kde spolupracovala s literární skupinou TANK (organizovanou Jurijem Lypou). V roce 1939 se v Krakově seznámila s básníkem Olehem Olžyčem a pod jeho vlivem vstoupila do OUN(M).
V říjnu roku 1941 Olena Teliha spolu s dalšími literáty – členy OUN – přijela do Němci okupovaného Kyjeva. Nedbaje varovných signálů, naznačujících blížící se represe, pokračovala v aktivním organizovaní kulturně-společenského života. Iniciovala založení Svazu ukrajinských spisovatelů, zařídila jídelnu pro své kolegy, spolupracovala s redakcí časopisu „Ukrajinské slovo“ a pustila se do vydávaní literárního týdeníku „Litavry“.
Zanedlouho básnířka byla zatčena gestapem a ve věku 35 let spolu se svým manželem a dalšími zhruba šesti sty ukrajinskými aktivisty popravená 22. února 1942 na známém kyjevském popravišti Babí Jar.

## Styl
Pro básnickou tvorbu Oleny Telihy jsou příznačné motivy intimní a občanské lyriky a popisy emigrantského života. Kontrastní je dualizmus nostalgického stesku za vlasti a aktivního vztahu k životu, přecházejícího do výzev k boji a nepokoře vnějším okolnostem.

## Dílo
Vydáno posmrtně:
- Duše na staří (1946)
- Prapory ducha (1947)
- Ohnivé hranice (1977)